# شفارز فيس إسين
نادي شفارز فيس إسين لكرة القدم (بالألمانية: Essener Turnerbund Schwarz-Weiß Essen 1881 e.V.) نادي كرة قدم ألماني يلعب في دوري الدرجة الخامسة . تم تأسيس النادي في سنة 1881 .